# Ayman Adais
Ayman Adais ou Ayman Idais, né le 28 juin 1978, en Jordanie, est un joueur jordanien de basket-ball. Il évolue au poste de pivot.

## Palmarès
- 3e du championnat d'Asie 2009